# Szahrak-e Sanati
Szahrak-e Sanati – miejscowość w zachodnim Iranie, w ostanie Azerbejdżan Zachodni, w szahrestanie Szahin Deż. W 2006 roku liczyła 14 mieszkańców.